# 포스코홀딩스
포스코홀딩스주식회사(POSCO Holdings)는 포스코그룹의 지주회사이다.

## 계열사[2]

### 철강부문
- 포스코
- SNNC
- 포스코스틸리온
- 포스코IH
- 포항특수용접봉

### 비철강부문
- 포스코인터내셔널
- 포스코E&C
- 포스코에너지
- 포스코 DX
- 포스코엠텍
- 포스코플로우
- 포스코기술투자
- 포스코와이드
- 포스코A&C
- 부산이앤이
- PNR
- 순천에코트랜스
- 삼척블루파워
- 엔투비

### 신성장부문
- 포스코퓨처엠
- 피엠씨텍

### 지원부문
- 포스코경영연구원
- 포스코인재창조원
- 포항공과대학교
- 포스코교육재단
- 포스코청암재단
- 포스웰
- 포스코휴먼스
- 송도에스이
- 순천에코트랜스
- 포스코미소금융재단
- 포스코새마을금고
- 미래기술연구원

### 스포츠 계열
- 포항 스틸러스
- 전남 드래곤즈
- 포스코이앤씨 럭비단